# Kościół św. Marcina w Groningen
Kościół św. Marcina (nid. Martinikerk) – gotycka świątynia protestancka znajdująca się w holenderskim mieście Groningen. Najstarszy kościół miasta, w latach 1559–1594 katedra diecezji Groningen.

## Historia
Pierwszy murowany kościół w tym miejscu wzniesiono około 1000 roku. Była to jednonawowa, romańska świątynia z tufu. Około 1220 roku powstał tu większy, romańsko-gotycki kościół o układzie bazylikowym, jego wygląd uwieczniono na pieczęci miejskiej z około 1245 roku. Prezbiterium świątyni przebudowano na początku XV wieku. Wieża kościelna zawaliła się 26 czerwca 1468 roku, nową konstrukcję wzniesiono w latach 1470–1550, wtedy również rozbudowano kościół na zachód. W XVI wieku od północy dobudowano późnogotycką kaplicę boczną. W 1559 roku świątynia została katedrą diecezji Groningen. W 1577 roku hełm wieży został zniszczony wskutek pożaru. W 1594 roku katedra przeszła w ręce protestantów, 24 lipca 1594 roku usunięto ołtarz i posągi świętych oraz pokryto tynkiem malowidła ścienne. Nowy hełm wieży, sięgający 96,8 metra, wzniesiono w 1627 roku. Od 1798 roku wieża jest własnością gminy Groningen. Podczas remontu prezbiterium w 1923 roku odkryto malowidła przedstawiające sceny z życia Chrystusa, namalowane techniką al secco. W latach 1962–1975 odrestaurowano korpus nawowy i prezbiterium, wzniesiono również nowy dach, nawiązujący kształtem do wyglądu uwiecznionego na rycinach sprzed 1688 roku i odsłonięto średniowieczne freski na sklepieniach.

## Architektura i wyposażenie
Świątynia gotycka, trójnawowa. Korpus nawowy ma układ halowy, a prezbiterium – bazylikowy. Wieża kościelna ma wysokość 96,8 m, wieńczy ją wiatrowskaz w kształcie konia z 1822 roku. Ściany świątyni są udekorowane odsłoniętymi w XX wieku średniowiecznymi malowidłami. Posadzkę świątyni pokrywają liczne płyty nagrobne. Wewnątrz znajdują się dwa instrumenty organowe; większy z nich składa się z 53 głosów. 
Wewnątrz wieży kościoła zawieszono dwanaście dzwonów, z czego sześć z nich odlał na rynku w Groningen ludwisarz Hendrik van Trier. Prócz nich na zewnątrz, po południowej stronie wieży, wisi dzwon Ruimstraatklok, używany jako dzwon alarmowy. Odlał go ludwisarz Jan Christaan Borchardt w 1764 roku.
| Nr | Imię          | Waga    | Średnica | Rok odlania | Ludwisarnia           |
| -- | ------------- | ------- | -------- | ----------- | --------------------- |
| 12 | Agnus         | 220 kg  | 68,5 cm  | 1952        | Hendrik van Trier     |
| 11 | Werkman       | 320 kg  | 77 cm    | 1952        | Hendrik van Trier     |
| 10 | Luidger       | 380 kg  | 87,3 cm  | 1995        | Koninklijke Eijsbouts |
| 9  | Otger         | 510 kg  | 92,5 cm  | 1962        | Koek                  |
| 8  | Johannes      | 700 kg  | 104 cm   | 1962        | Koek                  |
| 7  | Bernlef       | 905 kg  | 116 cm   | 1995        | Koninklijke Eijsbouts |
| 6  | Walburg       | 1250 kg | 131 cm   | 1995        | Koninklijke Eijsbouts |
| 5  | Martinus      | 1970 kg | 147 cm   | 1995        | Koninklijke Eijsbouts |
| 4  | Kleine Borger | 3250 kg | 167 cm   | 1578        | Hendrik van Trier     |
| 3  | Grote Borger  | 3950 kg | 176 cm   | 1578        | Hendrik van Trier     |
| 2  | Kromstaart    | 5550 kg | 198 cm   | 1994        | Koninklijke Eijsbouts |
| 1  | Salvator      | 7850 kg | 220 cm   | 1577        | Hendrik van Trier     |

## Galeria

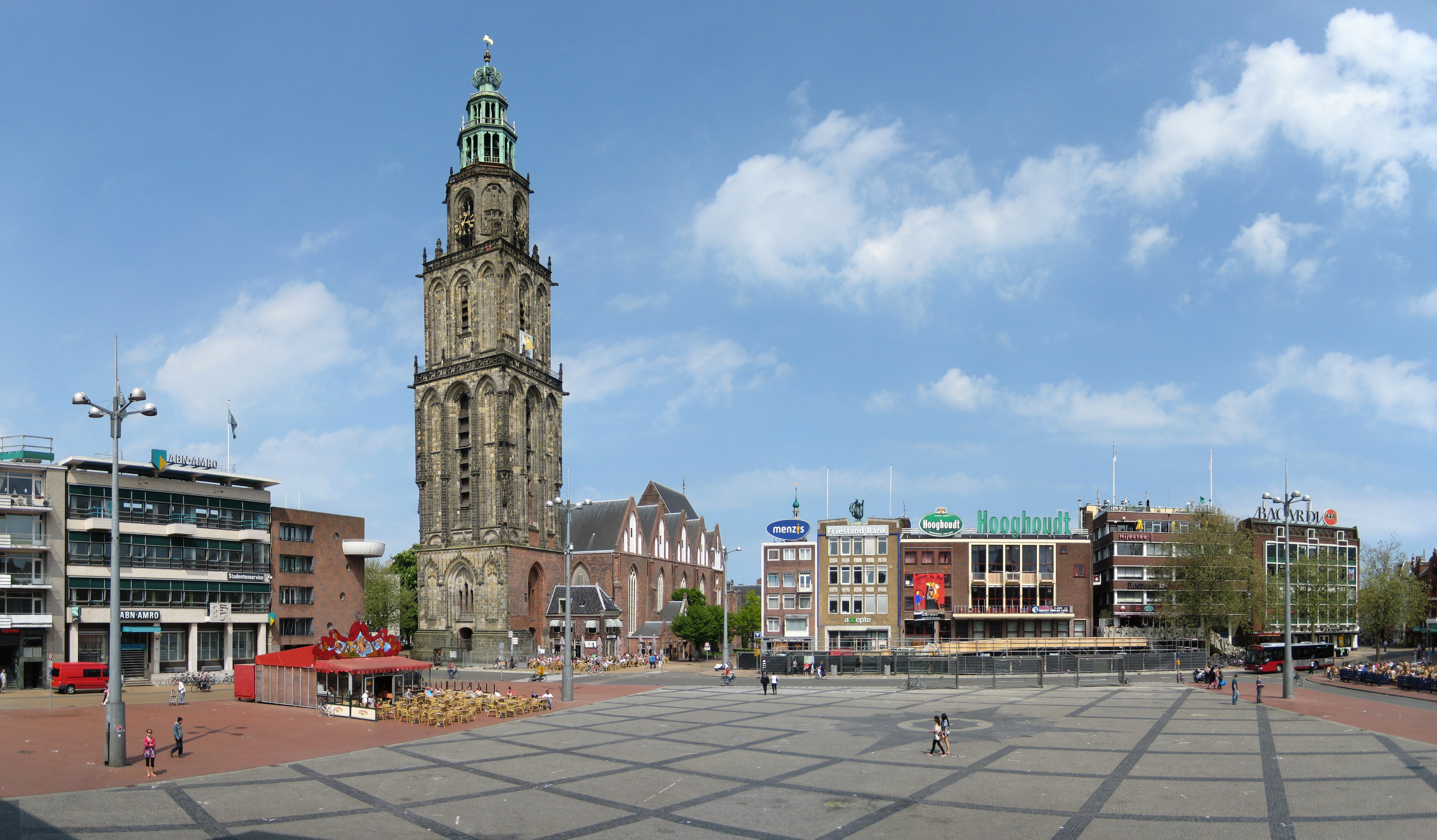
Widok z rynku (2010)
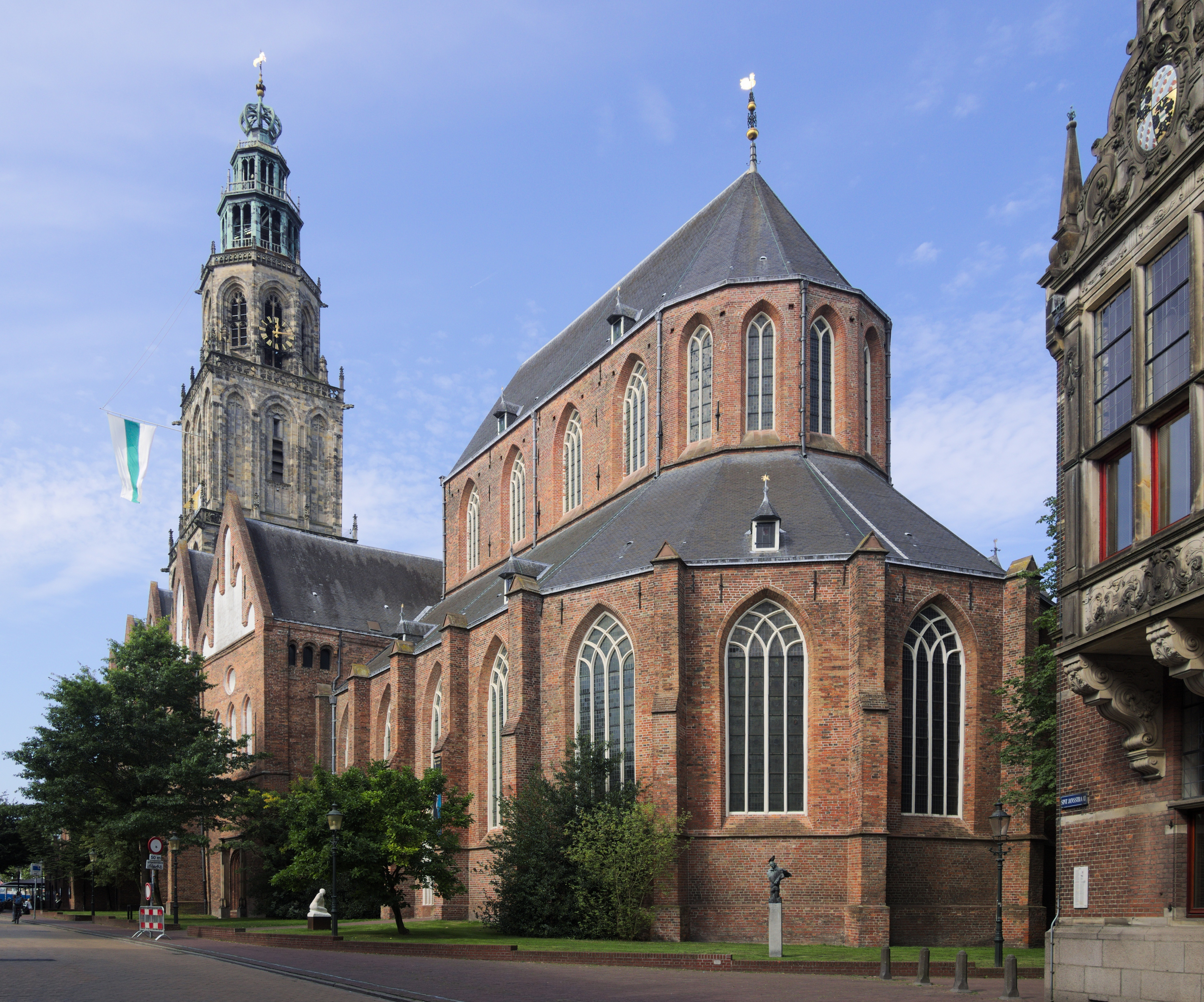
Widok ze wschodu
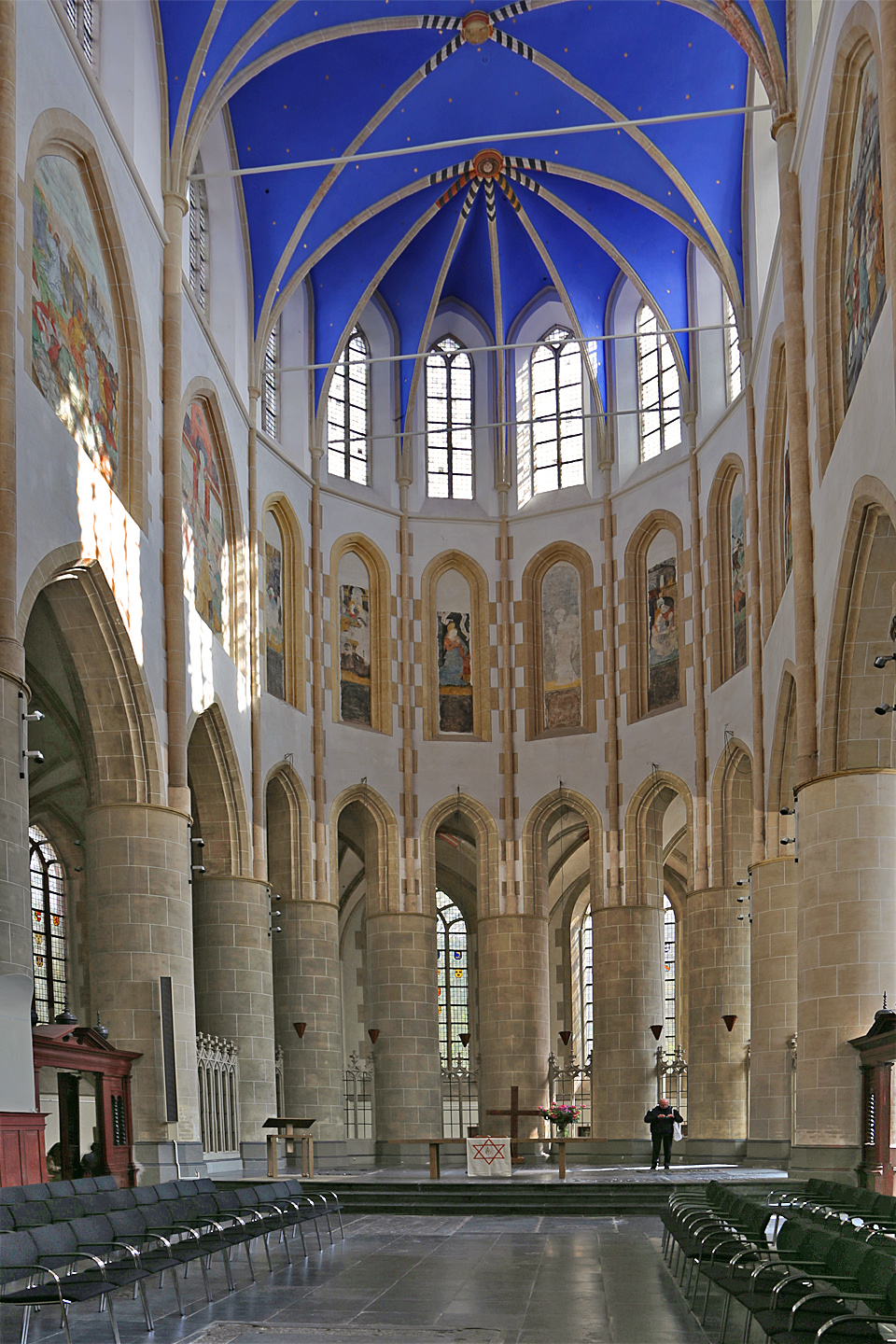
Prezbiterium
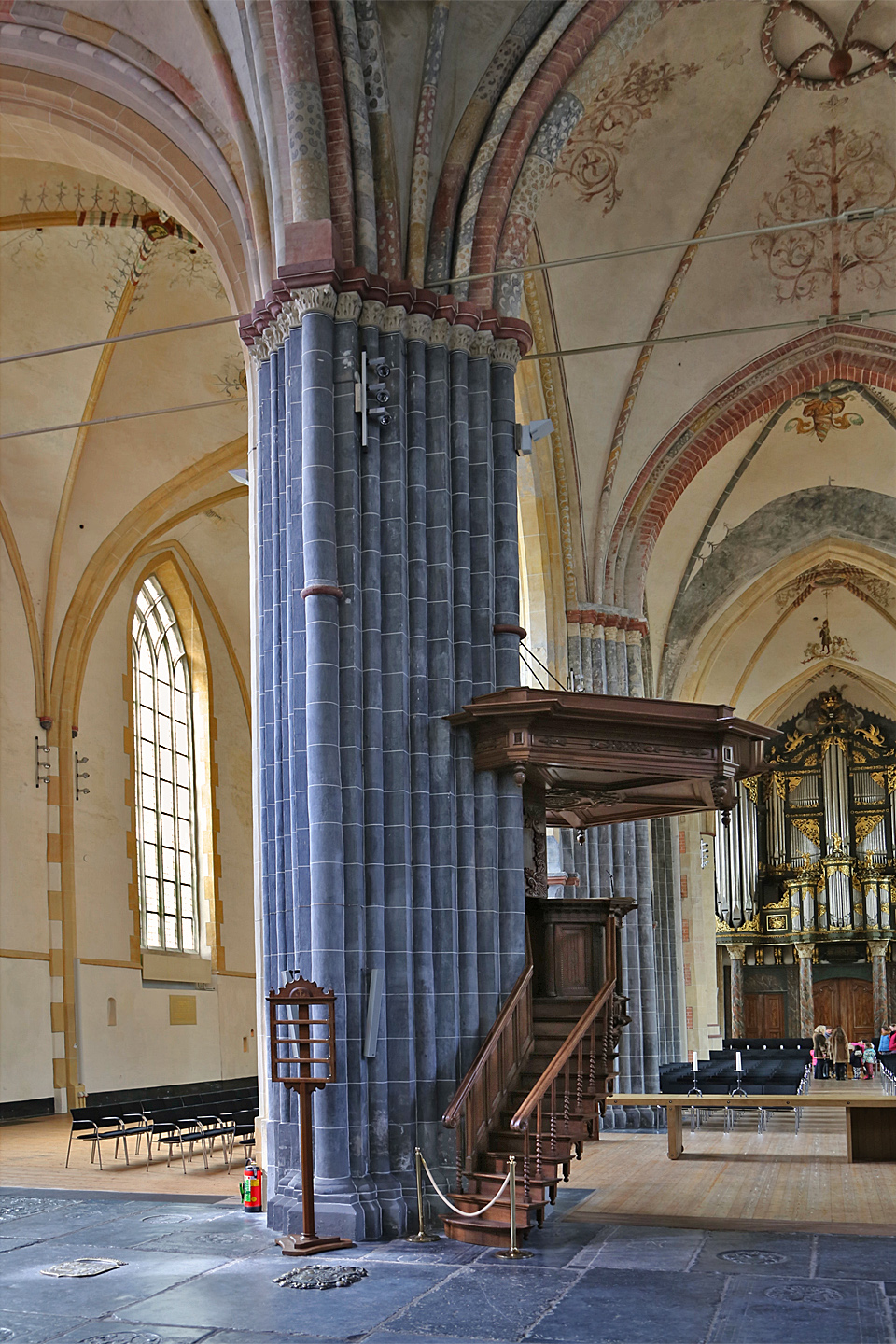
Ambona
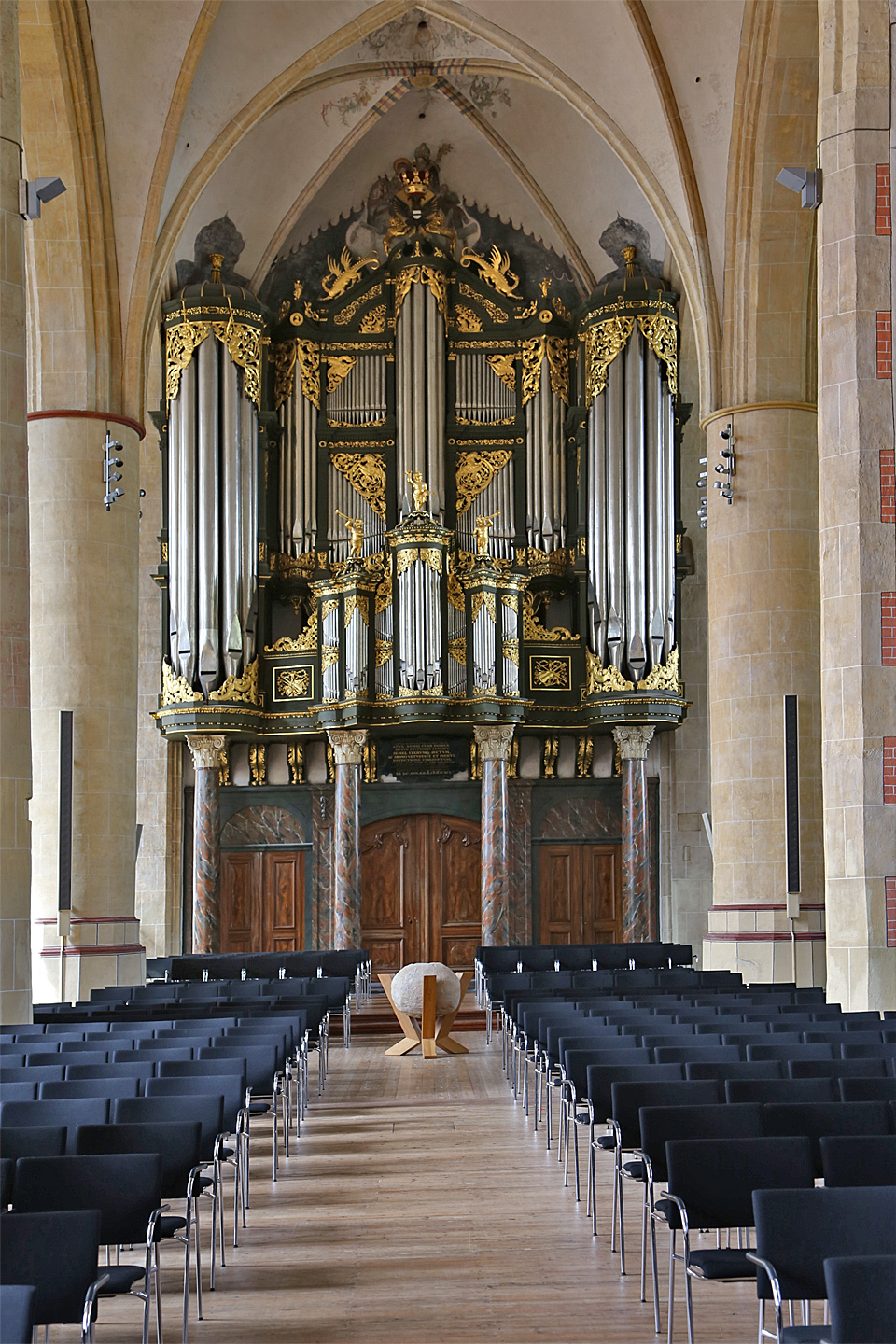
Empora organowa